# Triphora pulchella
Triphora pulchella is een slakkensoort uit de familie van de Triphoridae. De wetenschappelijke naam van de soort is voor het eerst geldig gepubliceerd in 1854 door A. Adams.